# Otto Gebühr
Otto Gebühr (Kettwig, Império Alemão, 29 de maio de 1877 – Wiesbaden, Alemanha Ocidental, 14 de março de 1954) foi uma ator de teatro e cinema alemão, que atuou em 102 filmes lançados entre 1917 1954.

## Filmografia selecionada
- Evening – Night – Morning (1920)
- The Golem: How He Came into the World (1920)
- The Fear of Women (1921)
- The Raft of the Dead (1921)
- William Tell (1923)
- The New Land (1924)
- Passion (1925)
- The Fallen (1926)
- Scapa Flow (1930)
- And the Heavens Above Us (1947)
- Dr. Holl (1951)
- When the Evening Bells Ring (1951)
- Sensation in San Remo (1951)
- Sauerbruch – Das war mein Leben (1954)